# Himmelspforte Wyhlen

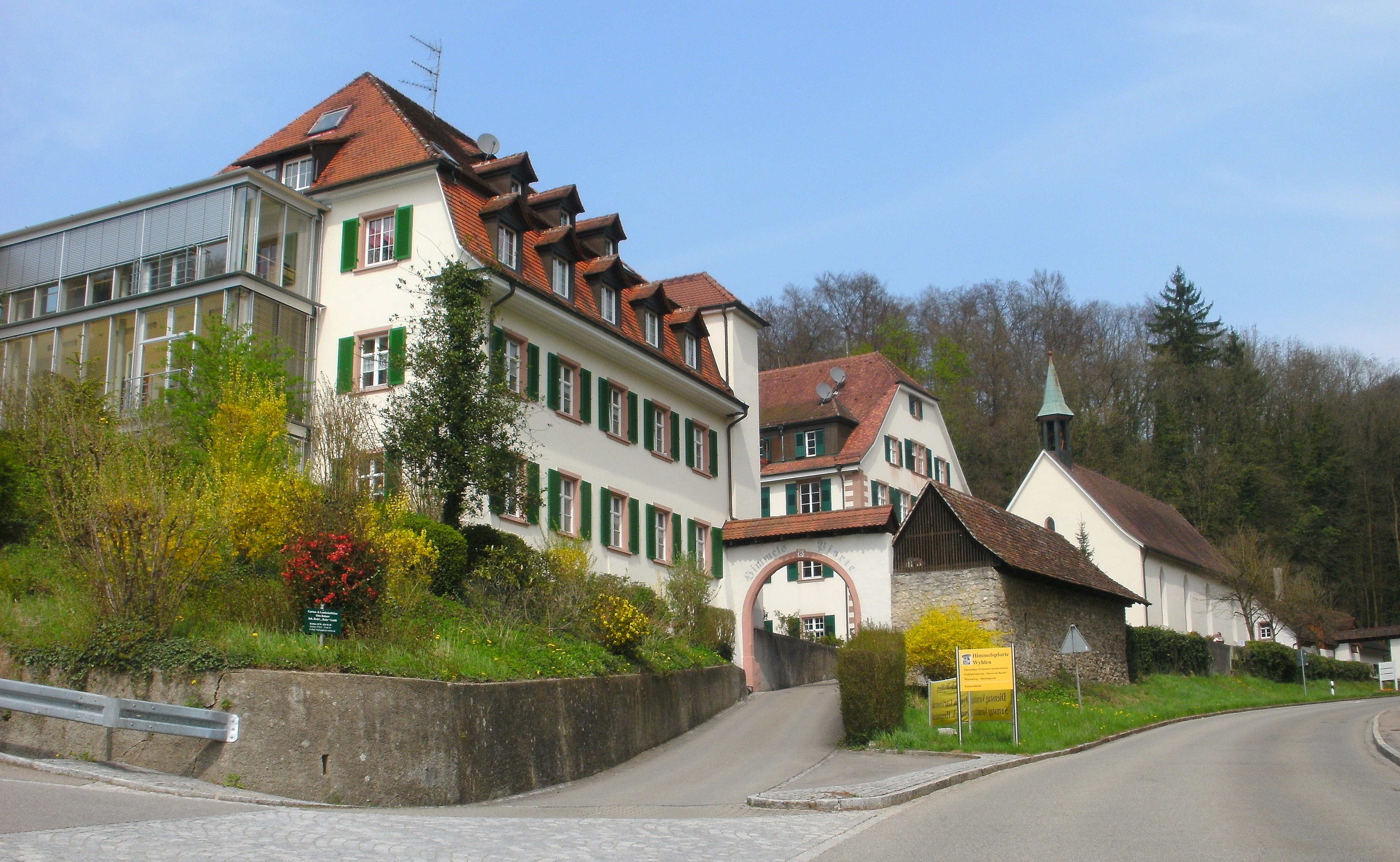
Die Himmelspforte, gesehen von der Straße auf den Rührberg

Die Himmelspforte ist ein ehemaliges Priorat des Prämonstratenserordens im Ortsteil Wyhlen der Gemeinde Grenzach-Wyhlen. Das Stift wurde 1303 gegründet, 1523 der Abtei Bellelay im Berner Jura inkorporiert und im 18. Jahrhundert vollständig neu erbaut. Nach der Aufhebung im Zuge der Säkularisation 1806 wurde die Anlage 1900 wiederbelebt und dient seither als Altenheim. Die barock ausgestattete Klosterkapelle mit dem Gnadenbild Maria im Buchs war über Jahrhunderte Ziel einer regional bedeutenden Wallfahrt.

## Lage
Die ehemalige Klosteranlage Himmelspforte liegt am Nordrand des Ortsteils Wyhlen der Gemeinde Grenzach-Wyhlen im baden-württembergischen Landkreis Lörrach. Das unter Denkmalschutz stehende Gebäudeensemble erhebt sich auf rund 305 Metern Höhe auf einem Geländesattel zwischen dem Tal des Hochrheins und dem bewaldeten Höhenzug des Rührbergs, einem südlichen Ausläufer des Schwarzwalds. Die Anlage liegt in unmittelbarer Nähe der Straße, die über die Rührbergpasshöhe nach Inzlingen und weiter in Richtung Basel führt. 

## Geschichte

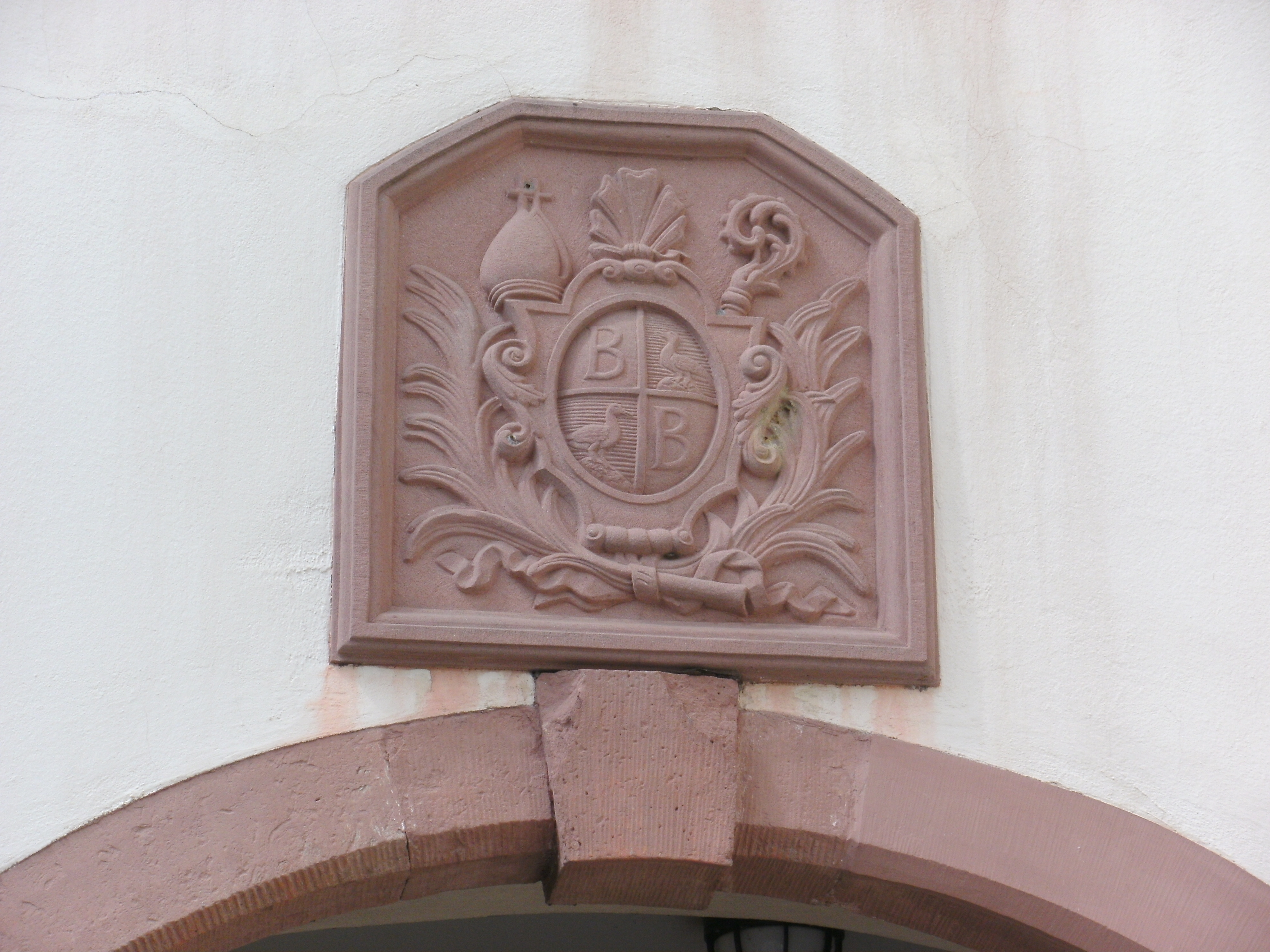
Wappen mit einem „B“ für die Abtei Bellelay am ehemaligen Klostertor

Das Kloster Wyhlen wurde im Jahr 1303 als Stiftung der Geschwister Berta und Anna von Nollingen gegründet. 1406 wurde es Kommende der Abtei Bellelay im Berner Jura, 1523 durch den Papst gänzlich der Abtei Bellelay als Priorat inkorporiert. Es gehörte zum Gebiet des Bistums Konstanz, ab 1821 zum Bistum Freiburg. Die Himmelspforte war anfänglich Teil der Ordenszirkarie Schwaben der Prämonstratenser, ab 1523 der Zirkarie Burgund und ab 1670/72 wieder der Zirkarie Schwaben zugeordnet. Geweiht war das Kloster zunächst dem Patrozinium des Täufers und Evangelisten Johannes, später der Jungfrau Maria und dem Heiligen Martin von Tours.
Im 18. Jahrhundert wurde das Klostergebäude neu erbaut. Während der Besetzung durch französische Truppen im Lauf der Napoleonischen Kriege in den Jahren 1797/98 flohen der Abt, Ambroise Monnin, und der Konvent von Bellelay (Jura) ins seinerzeit vorderösterreichische Kloster Himmelspforte. Ein „B“ im Wappen am früheren Klostereingang weist noch heute auf die Abtei Bellelay hin.
Im Zuge der Säkularisation wurde das Kloster Wyhlen 1806 aufgehoben (der Konvent 1807) und dem Großherzogtum Baden einverleibt. Eine Zeitlang war es dann lediglich noch Gaststätte einer Brauerei.
Ende des 19. Jahrhunderts übernahm die katholische Kirche erneut die Liegenschaft. Am 29. Mai 1900 wurde die Pension Himmelspforte in Wyhlen GmbH gegründet. Unter Beteiligung der Kirche (Pfarrgemeinde, Geistliche der Umgebung und Kirchenbehörde) sowie Einwohnern von Wyhlen konnten die Klostergebäude (ohne die Wallfahrtskirche) für 33.000 Mark erworben werden. Ab 1901 betrieben die Barmherzigen Schwestern vom hl. Vinzenz von Paul aus Freiburg im Breisgau in dem ehemaligen Kloster ein Exerzitien- und Pensionshaus. 1913 beschloss die GmbH den Umbau auch des ehemaligen Ökonomiegebäudes in ein Exerzitienhaus sowie die Renovierung des Pensionshauses. Beide Bauten wurden 1914 mit angegliederter Hauskapelle (ab 1914 mit Altar von Moroder) und Gaststätte neu eröffnet, ebenfalls unter Führung der Vinzentinerinnen.
1922 übernahmen Dominikanerinnen aus dem Kloster Neusatzeck die Leitung. Während des Zweiten Weltkriegs wurden rund 50 Arbeiter, die beim Bau des in Wyhlen befindlichen südlichsten Bunkers des Westwalls eingesetzt waren, im Haus Himmelspforte einquartiert, von April 1943 bis Dezember 1944 diente das Exerzitienhauses und das Abteigebäude als Lazarett, in das Patienten des Lörracher Elisabethenkrankenhauses verlegt wurden.
Nach Kriegsende nahm man zunächst den vorherigen Betrieb wieder auf. Ab 1960 wandelte sich die Nutzung immer mehr hin zu einem Seniorenheim. 1980 erfolgte eine grundlegende Renovierung und Modernisierung der Altenheimgebäude, die 1992 um einen Anbau ergänzt wurden. Ab 1995 (Einführung der Pflegeversicherung) wurde die pflegerische Versorgung durch Kooperationspartner ambulant durchgeführt. 2005 richtete man einen neuen Gemeinschaftsraum ein und gestaltete die Hauskapelle neu, 2007 wurde ein Erweiterungstrakt mit einem Wintergarten als Verbindung zwischen Alt- und Neubau fertiggestellt. Seither dient das Haus Himmelspforte als vollstationäres Pflegeheim für rund 30 Bewohner beiderlei Geschlechts. Das private Seniorenheim Himmelspforte Wyhlen ist eine gemeinnützige GmbH.

## Klosterkapelle

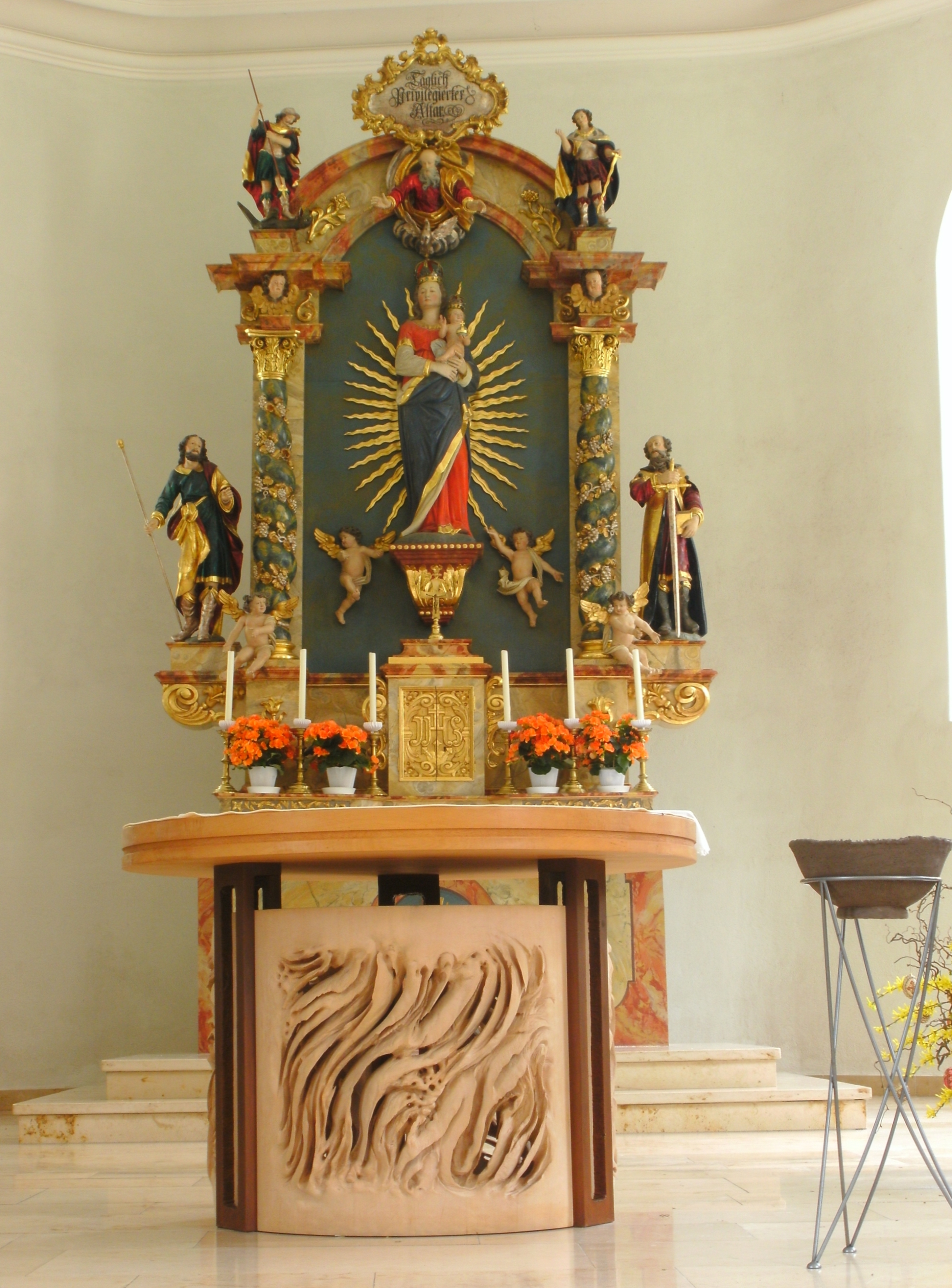
Hauptaltar der Kapelle mit dem Gnadenbild „Maria im Buchs“

Die ältesten Teile der heutigen Klosterkapelle stammen aus der zweiten Hälfte des 14. Jahrhunderts und gehen auf den ursprünglichen Bau des Prämonstratenserklosters zurück. Die durch einen Brand von 1556 beschädigte Kapelle wurde zwischen 1603 und 1614 unter Aufsicht des Bellelayer Konvents wiederaufgebaut. Laut Überlieferung wurde im 15. Jahrhundert eine Marienfigur, die zuvor in Kriegswirren verloren gegangen war, im nahegelegenen Buchswald wiederentdeckt, ein Ereignis, dem die Bezeichnung ‚Maria im Buchs‘ ihren Ursprung verdankt. Seit dem späten 15. Jahrhundert ist eine Marienwallfahrt zur Kapelle bezeugt, die ihren Ursprung in der Überlieferung von der wiederentdeckten Statue haben dürfte. Das Patrozinium der Jungfrau Maria ist bereits seit dem 14. Jahrhundert nachweisbar und wurde über Jahrhunderte in der Bezeichnung des Klosters und seiner Kapelle gepflegt. Im frühen 18. Jahrhundert wurde der Innenraum barock ausgestattet; der Hochaltar mit dem Gnadenbild ‚Maria im Buchs‘ sowie zwei Seitenaltäre prägen bis heute das Erscheinungsbild der Kapelle. Ein spätgotisches Kruzifix und ein Tafelbild der Kreuzigung Christi zählen zu den ältesten erhaltenen Ausstattungsstücken und stammen vermutlich aus der Zeit vor dem Brand von 1556.

## Liste der Äbte des Klosters Himmelspforte
| - Johannes I. 1303–1313 - Hermann I. 1313–1325 - Heinrich I. 1325–1334 - Benedikt 1334– (?) - Petrus I. (vor) 1359–1364 (?) - Heinrich II. 1364–1372 - Wilhelm 1372–1389 - Johannes II. (o. III.) 1389–1400 - Andreas 1400–1405(?) - Johannes IV. 1405(?)–1414(?) - Johannes V. 1414(?)–1426 | - Heinrich III. 1428–1440 - Heinrich IV. 1440–? - Johannes VI. vor 1448–1452 - Heinrich V. 1452–1471 - Petrus II. 1471–1479 - Heinrich VI. 1479–1480 - Petrus III. 1480–1488 - Imerius 1488–1489 - Petrus VI. 1489–1499 - Himerius 1499–1523 |

ab dem 31. August 1524 zusammen mit dem Kloster Bellelay
| - Nicolaus I. Schnell 1508–1530 (Neubau des Klosters Bellelay) - Johannes X. Gogniat 1530–1553 - Servatius Fridez 1553–1561 - Antonius Fottel 1561–1574 - Johannes XI. Simon 1574–1579 - Werner Spießbrecher (Brieselance) 1579–1612 - David Juillerat 1612–1637 - Johannes XII. Petrus Cuénat 1637–1666 | - Johannes XIII. Georgius Schwaller 1666–1691 - Norbertus Périat 1691–1692 - Fridericus de Staal 1692–1706 - Johannes XIV. Georgius Voirol 1706–1719 - Johannes XV. Sémon 1719–1743 - Gregorius Joliat 1743–1771 - Nicolaus II. Deluce 1771–1784 - Ambrosius Monnin 1784–1807 |